# Pelecanoides
Pelecanoides Lacepede, 1799 è un genere di uccelli marini della famiglia Procellariidae.

## Tassonomia
Comprende le seguenti specie:
- Pelecanoides garnotii (Lesson, 1828) – petrello tuffatore del Perù
- Pelecanoides magellani (Mathews, 1912) – petrello tuffatore di Magellano
- Pelecanoides georgicus Murphy & Harper, 1916 – petrello tuffatore della Georgia del sud
- Pelecanoides urinatrix (Gmelin, JF, 1789) – petrello tuffatore comune